# Похвистнево
По́хвистнево — город в России, административный центр городского округа Похвистнево и Похвистневского района Самарской области.

## География
Город расположен на левом берегу реки Большой Кинель (приток реки Самара) и реке Камышле, в 159 километрах от областного центра города Самара, и в 5 километрах от границы с Оренбургской областью. Железнодорожная станция Похвистнево расположена на историческом ходу Транссиба Куйбышевской железной дороги.
В пригороде из рекреационных достопримечательностей можно отметить озеро Копейка, а также холм с аналогичным названием.

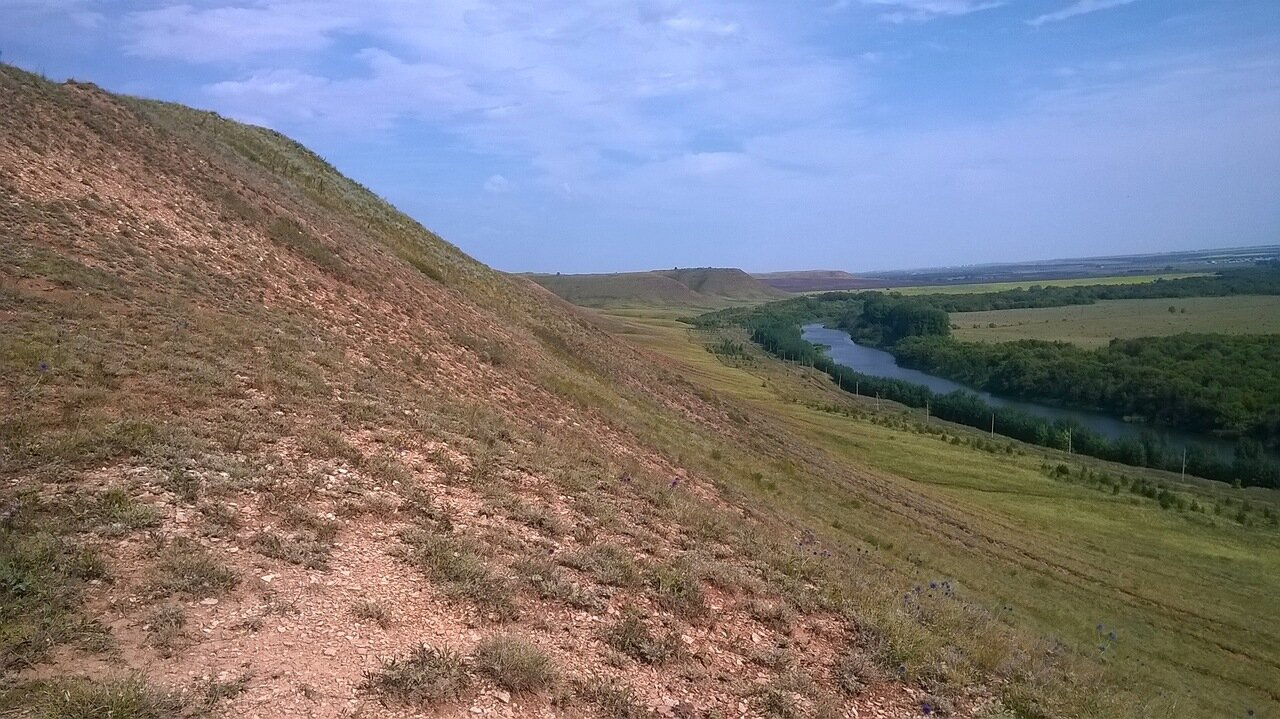
Вид на озеро Копейка с холма

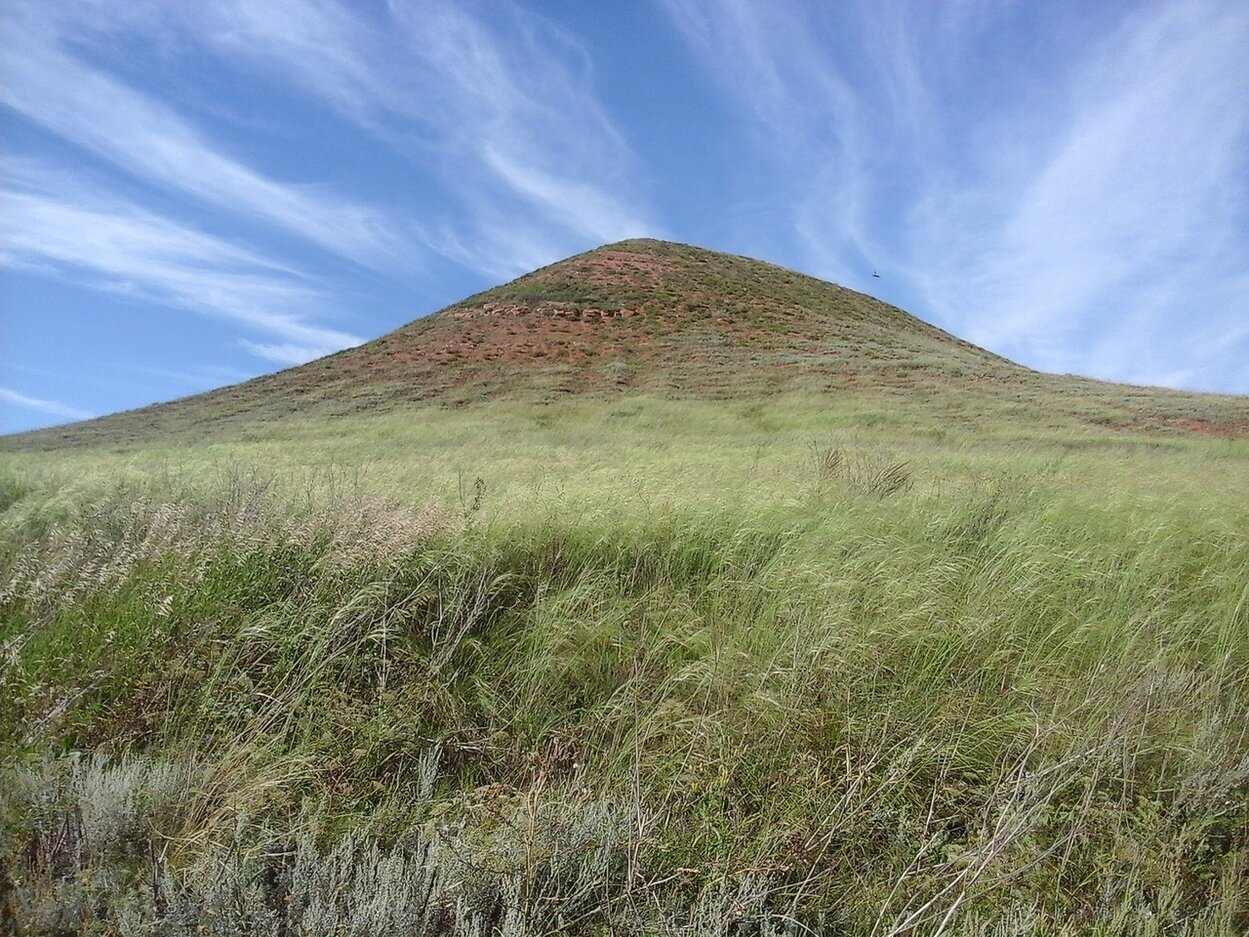
«Гора Копейка» в Похвистнево

На севере от города находится Ятманский широколиственный лес, с юга от города — Шихобаловский и Заказные леса, а также лес Сборный колок.

## Этимология названия
Название города происходит от дворянского рода Похвисневых. В основе фамилии — корень «похвист (позвизд)» — так у западных славян звали бога воздуха и ненастья.
В связи со сложностью в произношении и написании Похвистнево несколько раз предлагали переименовать. Среди вариантов: Козловск (в честь уроженца Похвистнева Героя Советского Союза Н. М. Козлова), Губкин (в честь ученого-геолога) и Зеленоград. Но за населённым пунктом сохранилось историческое название.

## История
Станция Похвистнево была основана 8 сентября 1888 года в связи со строительством железной дороги Самара — Уфа и началом движения поездов по Самаро-Златоустовской железной дороге.
В 1901 году открыто почтовое отделение, в 1905 году построено здание вокзала, а в 1914 — каменное здание школы.
Постановлением ВЦИК РСФСР от 10.03.1934 г. посёлок при станции Похвистнево преобразован в рабочий посёлок, тем же постановлением в его состав включены следующие населённые пункты Сосновского района: населённый пункт Похвистнево, железнодорожные поселки № 1 и 2, усадьба Похвистневской МТС, усадьба свиносовхоза, селения имени Калинина, Вязовка и Триер. Административный центр Сосновского района из селения Сосновка перенесен в рабочий посёлок Похвистнево.
В ноябре — декабре 1941 года в Похвистнево формировалась 85-я морская стрелковая бригада из состава личного состава Черноморского флота и военно-морских учебных заведений. 20 февраля 1944 года бригада была расформирована, а личный состав был направлен на формирование 83-й стрелковой дивизии.
В годы Великой Отечественной войны в Похвистневском районе началась разработка месторождений нефти и газа. Это время считают началом промышленного развития будущего города. Согласно имевшейся практике трест должны были назвать по имени района или города. Например, «Бугурусланнефть» или «Первомайнефть». Однако бакинцы-нефтяники, которые вели разработку месторождений, назвали его «Кинельнефть» по имени реки Большой Кинель.
Нефтяники из Баку не только создавали трест «Кинельнефть». Они руководили строительством первого в стране газопровода Бугуруслан — Куйбышев, а также строили сажевый завод.
С началом освоения нефтяных месторождений на территории Похвистневского района рабочий посёлок Похвистнево 19 августа 1947 года был преобразован в город районного подчинения, а в 1963 году был отнесён к городам областного подчинения.
В 70-е годы XX века промышленность города переживала подъём. Открывались и вводились в строй новые месторождения нефти, развивалась газовая промышленность. На местном сырье работали мебельная фабрика и предприятия пищевой промышленности, потребности строительного комплекса обеспечивает завод железобетонных изделий. В 1974 году на основе объединения управления «Куйбышевгаз» и Похвистневской компрессорной станции было образовано Похвистневское линейное производственное управление газопроводов, обеспечивающее газом города Похвистнево и Бугуруслан, а также ещё семь районов Куйбышевской и Оренбургской областей.

## Население
| \| 1939[7] \| 1959[8] \| 1967[7] \| 1970[9] \| 1979[10] \| 1989[11] \| 1992[7] \| 1996[7] \| 1998[7] \| \| -------- \| -------- \| -------- \| -------- \| -------- \| -------- \| -------- \| -------- \| -------- \| \| 6600 \| ↗23 063 \| ↗24 000 \| ↗26 125 \| ↘25 719 \| ↗27 843 \| ↘27 500 \| ↗28 600 \| ↘27 400 \| \| 2000[7] \| 2001[7] \| 2002[12] \| 2003[7] \| 2005 \| 2006[7] \| 2007[7] \| 2008[13] \| 2010[14] \| \| ↘27 100 \| ↘27 000 \| ↗27 973 \| ↗28 000 \| ↗28 200 \| ↗28 300 \| →28 300 \| →28 300 \| ↘28 169 \| \| 2011[7] \| 2012[15] \| 2013[16] \| 2014[17] \| 2015[18] \| 2016[19] \| 2017[20] \| 2018[21] \| 2019[22] \| \| ↗28 200 \| ↘28 019 \| ↗28 080 \| ↗28 127 \| ↗28 140 \| ↗28 150 \| ↗28 223 \| ↘28 177 \| ↘28 044 \| \| 2020[23] \| 2021[1] \| \| \| \| \| \| \| \| \| ↘27 895 \| ↘27 333 \| \| \| \| \| \| \| \| Население на 1 января 2019 года составляет: 28 044. 5000 10 000 15 000 20 000 25 000 30 000 1970 1998 2005 2011 2016 2021 |         |         |         |         |         |         |         |         |
| 1939 | 1959    | 1967    | 1970    | 1979    | 1989    | 1992    | 1996    | 1998    |
| 6600 | ↗23 063 | ↗24 000 | ↗26 125 | ↘25 719 | ↗27 843 | ↘27 500 | ↗28 600 | ↘27 400 |
| 2000 | 2001    | 2002    | 2003    | 2005    | 2006    | 2007    | 2008    | 2010    |
| ↘27 100 | ↘27 000 | ↗27 973 | ↗28 000 | ↗28 200 | ↗28 300 | →28 300 | →28 300 | ↘28 169 |
| 2011 | 2012    | 2013    | 2014    | 2015    | 2016    | 2017    | 2018    | 2019    |
| ↗28 200 | ↘28 019 | ↗28 080 | ↗28 127 | ↗28 140 | ↗28 150 | ↗28 223 | ↘28 177 | ↘28 044 |
| 2020 | 2021    |         |         |         |         |         |         |         |
| ↘27 895 | ↘27 333 |         |         |         |         |         |         |         |

На 1 января 2025 года по численности населения город находился на 542-м месте из 1124 городов Российской Федерации.
Характеристика населения

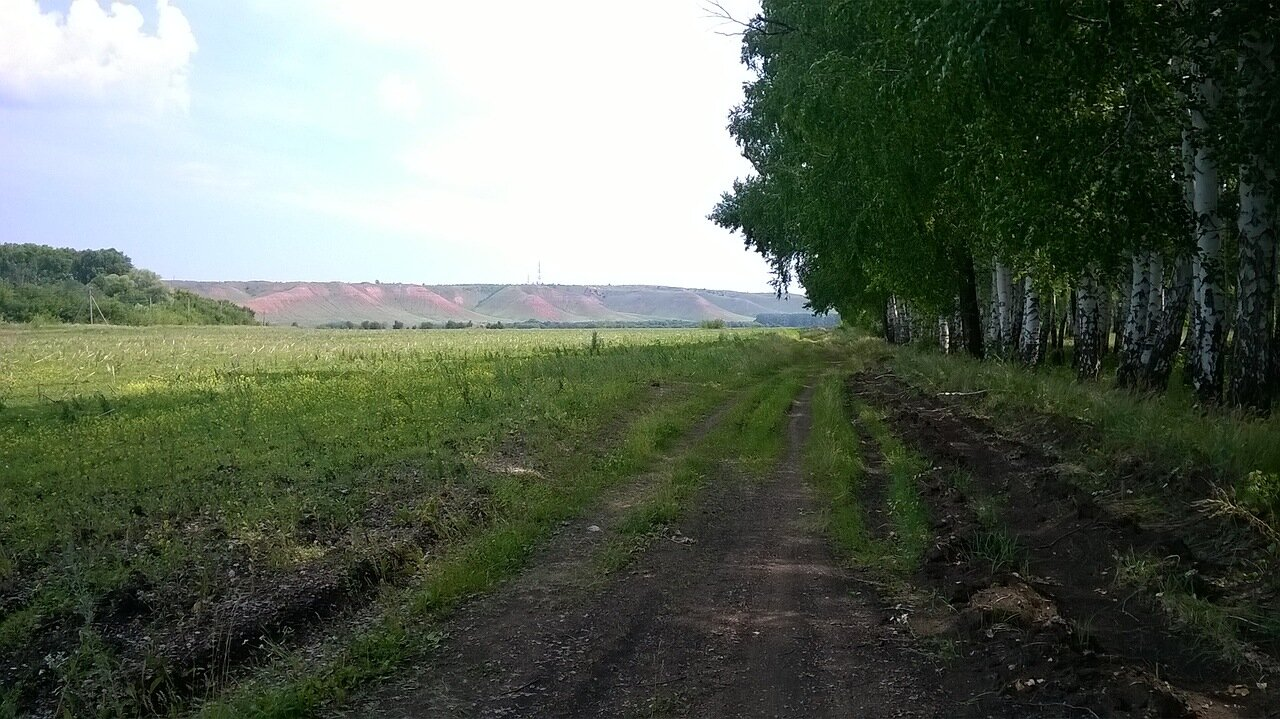
«Гора Копейка» и березовая роща в окрестностях города

В 2005 году население города Похвистнево составляло 28,2 тыс. человек, в трудоспособном возрасте — 15835 человек, из которых 7812 — мужчин и 8023 — женщин. Численность постоянного населения моложе трудоспособного возраста составляет 5990 человек.
В экономике города в 1999 году было занято 11,6 тыс.человек, из них в производственной сфере — 7 тыс., в непроизводственной — 4,6 тыс. человек. В предоставлении услуг такси занято 1.200 человек. Проезд в такси — 50—70 рублей по городу.
Национальный состав
Согласно переписи населения 2010 года
1. Русские — 18 613 чел. (66,39 %)
2. Чуваши — 3304 чел. (11,77 %)
3. Татары — 3127 чел. (11,14 %)
4. Мордва — 1773 чел. (6,32 %)
5. Украинцы — 320 чел. (1,14 %)
6. Немцы — 292 чел. (1,04 %)

## Экономика

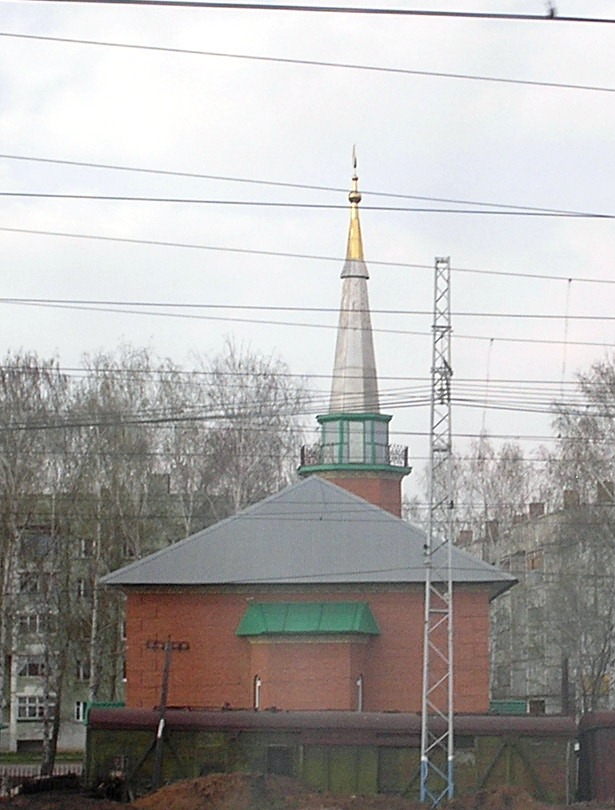
Мечеть в Похвистнево, вид из окна поезда

Основные бывшие предприятия города:
- машиностроительное АО «Аверс М»;
- комбикормовый завод;
- вагонно-колёсная мастерская;

По состоянию на январь 2021 года в городе не осталось ни одного градообразующего предприятия.

## Средства массовой информации

### Сетевые СМИ
Агентство новостей «Похвистнево-Информ».

### Пресса
Выпускаются газеты «Похвистневский вестник», «Вестник Похвистневского района».
Радиостанции:
- 102.8 FM — Радио Губерния
- 104.1 FM — Радио России / ГТРК Самара
- 106.2 FM — Авторадио
- 106.8 FM — Радио Дача

Есть приём радиостанции с соседнего г. Бугуруслан:
- 100.8 FM — Европа Плюс
- 101.9 FM — Авторадио
- 102.4 FM — Дорожное радио
- 104.6 FM — Радио ENERGY
- 105.4 FM — Юмор FM
- 105.8 FM — (ПЛАН) Планета FM
- 107.5 FM — Радио России / ГТРК Оренбург

## Культура, досуг и обучение
- Похвистневский краеведческий музей
- Городской дворец культуры
- Городская библиотека
- Дом детского творчества
- Детская школа искусств
- Театрально-творческое объединение «Сад»
- Народный хореографический ансамбль «Дэгаже»
- Центр детского творчества «Пируэт»
- Дополнительное образование «Ресурный центр»
- «Дом молодёжных организаций»
- «Арена Похвистнево»
- Бассейн на территории профилактория «Доблесть»

## Здравоохранение
Похвистневская центральная больница города и района.

## Международные отношения
Города-побратимы:
- Пренцлау, земля Бранденбург, Германия (с 1997 года)